# Heckler & Koch P9
La P9 es una pistola semiautomática alemana construida por Heckler & Koch, en los años 1960.

## Historia
Su diseño comenzó en los años 1960, cuando se comenzó a pensar la sucesora de la Heckler & Koch HK4, el diseño final se comenzó a producir en el año 1969. La P9 tuvo mucha aceptación por parte de las policías alrededor del mundo, ejemplos de los usuarios de esta pistola son las compañías de comandos del Ejército Argentino y el GSG 9 alemán, entre otros.

### Desarrollos relacionados
- Heckler & Koch P7
- Heckler & Koch VP70
- Heckler & Koch USP

### Armas similares
- Bersa Thunder 9
- Bersa Thunder 380

### Listas relacionadas
- Anexo:Equipamiento del Ejército Argentino